# Днестрик-Дубовый
Дне́стрик-Дубовый — село в Карпатах, в Турковской городской общине Самборского района Львовской области Украины.
Село находится на территории регионального ландшафтного парка «Надсанский».
Население составляло 442 жителя в 2020 году.

## Географическое положение
Днестрик-Дубовый находится на северо-западе района, в 21 километре от города Турка и в 5 километрах восточнее украинско-польской границы.
В полтора километрах юго-западнее находится село Боберка, в 2 километрах северо-восточнее — Жукотин, в полутора километрах севернее — Бережок.
Днестрик-Дубовый расположен между долинами рек Днестр и Боберка.
Село протянулось на 2,5 километра с юго-запада на северо-восток вдоль русла одноимённого ручья.
Ручей Днестрик Дубовый начинается на склонах вершины Высокий Верх (700 м, в полу-километре юго-западнее села) несколькими истоками и, усиленный несколькими меньшими притоками, в районе Жукотина впадает в Днестр.
Ранее ручей ошибочно принимался за горное течение Днестра.
Длина ручья составляет 4,5 километра.
Над истоком его находился дуб, который дал название и ручью, и селу.
На северо-запад и юго-восток тянутся невысокие хребты, вершины которых на расстоянии десятка километров от Днестрика-Дубового не превышают 700 метров.

## История и культурное наследие
Село Днестрик-Дубовый было основано над правым притоком Днестра — ручьём Днестриком Дубовым в 1567 году на основании привилегии короля Сигизмунда Августа, выданной братьям Грицьку и Лукашу. Село принадлежало к королевским сёлам в составе Розлучской краины Самборской экономии.
Деревянная церковь в Днестрике-Дубовом была построена в 1751 году, в 1856 году на её месте была построена новая церковь, которая сильно пострадала во время боевых действий первой мировой войны.
В 1921 году в селе была построена существующая до настоящего времени церковь Наисветлейшего Сердца Иисуса в неоукраинском стиле.
В церкви находятся оригинальные иконы Пресвятой Богородицы и Христа в вышиванках, выполненные по образцам Осипа Куриласа 1911 года.
Рядом с храмом находится деревянное здание бывшего женского монастыря 30-х годов XX-го века, кладбище с несколькими старыми надгробиями и деревянная колокольня, построенная в 1960-х годах.
В селе сохранилась традиционная бойковская застройка, много часовен и придорожных крестов.

## Население
- 1880—506 (гр.-кат. — 417, кат. — 57, иуд. — 32)[2].
- 1921—560 жителей.
- 1989—458 (212 муж., 246 жен.)[3]
- 2001—451[4].